# Anna Polina
Pour les articles homonymes, voir Polina (homonymie).
Anna Polina (en russe : Анна Полина), née le 11 septembre 1989 à Léningrad, est une actrice pornographique et mannequin franco-russe.

## Biographie
Née en URSS, Anna Polina a vécu en Russie jusqu'à ses 10 ans, avant de s'installer en France avec sa famille. Sa mère est guide touristique, son beau-père est antiquaire. Après un baccalauréat littéraire, elle se tourne dans un premier temps vers des études de droit franco-russe, puis vers le Cours Florent, et enfin entre dans une école d'assistante sociale, cependant, après ce parcours tout à fait classique, elle est très vite attirée par le monde du charme et de la pornographie.
Elle tourne ses premières scènes en 2008 sous le nom de Léa Delmas, avant d'opérer un break jusqu'en février 2010 quand elle entame réellement une carrière dans le X. Elle utilise d'abord le pseudonyme de Lilith Marshall avant de se fixer sur celui d'Anna Polina. Durant l'été 2010, elle se fait poser des implants mammaires. C'est en raison de son admiration pour les performances de Coralie Trinh Thi, coréalisatrice avec Virginie Despentes du film Baise-moi, qu'elle répond à une annonce du réalisateur John B. Root, fondateur de Explicite Mag. Elle va tourner avec lui ses premières scènes en 2010.
Elle tourne ensuite pour les principaux réalisateurs français, puis devient en décembre 2010 la neuvième Dorcel Girl. Elle est notamment l'une des actrices principales du film Inglorious Bitches, une parodie pornographique d'Inglourious Basterds.
Fin 2011, sa célébrité s’accroît en dehors de l'univers pornographique car Marc Dorcel choisit de sponsoriser un motard du rallye Dakar 2012 : Hugo Payen. Une sérigraphie d'Anna Polina est apposée sur la moto de Hugo Payen.
En janvier 2012, elle est nommée « meilleure performeuse étrangère » aux XBIZ Awards. La même année, elle anime une émission de radio sur OÜI FM, Porn to be wild, consacrée aux films X, tous les dimanches à 1 h.
En 2015, elle tourne pour Marc Dorcel avec l'actrice Chloé Lacourt le film Le Détective. En 2016, elle apparaît dans une vidéo du comédien Pierre Croce, intitulée Sortir avec une actrice porno, sur YouTube.
En 2017, elle apparaît aux côtés de Jessie Volt et de Cara Saint-Germain dans le clip Vitrine du rappeur Vald. La même année, elle retrouve Pierre Croce pour une autre vidéo vlog, intitulée Une soirée avec une actrice X. Elle apparaît encore avec Pierre Croce en 2018 dans la vidéo Une journée menotté avec Kate et Anna.
En 2019, Anna Polina présente Plaisir Fantôme à la Quinzaine des réalisateurs lors du 72e Festival de Cannes, court métrage du réalisateur Morgan Simon dont elle interprète le rôle principal.
Dans une interview accordée à Libération le 29 mars 2017, elle déclare que beaucoup d'actrices se prostituent en complément de leurs revenus. Dans l'entretien, elle déclare avoir tenté l'expérience : « J’ai essayé une fois et je suis partie au milieu après avoir remboursé le mec ».

## Filmographie

### Films classiques
- 2011 : Echap
- 2011 : Il n'y a pas de rapport sexuel
- 2017 : Vitrine (clip du rappeur Vald)
- 2018 : Les Déguns
- 2019 : Plaisir Fantôme

### Films pornographiques
- 2009 : "Le Séminaire"
- 2010 : Mademoiselle de Paris
- 2010 : Pornochic 20 : Anna Polina
- 2011 : Inglorious Bitches[2]
- 2011 : Anna Polina apprentie soubrette[2]
- 2011 : Anna Polina secrétaire très particulière[2]
- 2012 : La Fille du Parrain
- 2012 : La Journaliste
- 2012 : Enterrement de vie de jeune fille aux Caraïbes[2]
- 2013 : Infinity
- 2013 : Par l'anus ce n'est pas du bonus
- 2013 : La Dentiste
- 2013 : Emy Russo by Angell
- 2014 : Les Femmes de footballeurs XXX[2]
- 2014 : Anna, la gynécologue[8]
- 2014 : L'Encyclopédie du 35ème Anniversaire A-B[2]
- 2014 : Les Serveuses[2]
- 2014 : Claire, la scandaleuse[2]
- 2014 : Profession : hardeuses
- 2015 : Le Detective
- 2017 : Avocates pour taulard
- 2019 : Ania, la patronne de l'agence immobilière

### En tant que réalisatrice
- 2014 : Profession : hardeuses
- 2018 : Entre adultes consentants

## Récompenses
- 2011 : Venus Awards – Meilleure starlette[2]
- 2012 : XBIZ Award – Meilleure performeuse étrangère[2]
- 2013 : Dorcel Awards – Meilleure actrice française